# كلية التربية (جامعة بنها)
كلية التربية هي إحدى كليات جامعة بنها في جمهورية مصر العربية.

## نبذة عن تاريخ الكلية
أنشئت كلية التربية ببنها عام 1976 م كإحدى كليات جامعة الزقازيق فرع بنها، وبدأت الدراسة الفعلية بها في العام الجامعى 1977/1978، وفي عام 2005 صدر قرار جمهورى باستقلال جامعة بنها عن جامعة الزقازيق، فأصبحت كلية التربية إحدى كليات جامعة بنها، وتضم الكلية خمسة أقسام هي: أصول التربية، وعلم النفس التعليمى، والمناهج وطرق التدريس، والصحة النفسية، والتربية المقارنة والإدارة التعليمية، ويبلغ عدد أعضاء هيئة التدريس ومعاونيهم بها (159) فرداً، منهم (102 عضوا، 57 معاونا)، وعدد الإداريين (163) إدارياً، ويدرس بها (11) برنامجاً تدريسياً بالمرحلة الجامعية الأولى لتخريج طلاب في تخصصات مختلفة هي (معلم لغة عربية، معلم لغة إنجليزية، معلم رياضيات، معلم بيولوجى، معلم طبيعة وكمياء، معلم فلسفة واجتماع، معلم تاريخ) وذلك للعمل في المرحلة الاعدادية والثانوية من التعليم العام، بالإضافة إلى (معلم لغة عربية ابتدائى، معلم رياضيات ابتدائى، معلم دراسات اجتماعية ابتدائى، معلم علوم ابتدائى)، ويبلغ إجمالي عدد طلاب المرحلة الجامعية الأولى (5018) طالباً وطالبة، كما تقدم الكلية (19) برنامجاً دراسياً لمرحلة الدراسات العليا في التخصصات المختلفة الاتية (دبلوم عام، دبلوم مهنى، ودبلوم خاص، وماجستير في التربية، ودكتوراة الفلسفة في التربية)، ويبلغ عدد طلاب الكلية بالدراسات العليا (1887) طالباً وطالبة عام 2008 م.

## إدارة الكلية
- الدكتورة / إيمان عبد الحق وكيل الكلية لخدمة المجتمع والقائم بعمل عميد كلية التربية[1] بقرار في 16 أكتوبر 2018 .
- الدكتور / إسماعيل بدر (وكيل الكلية لشئون الدراسات العليا والقائم بأعمال عميد الكلية الآن)
- الدكتور/ إبراهيم محمد محمد فودة (عميد الكلية الآن)
- الدكتور/ أبوالسعود محمد أحمد أستاذ المناهج وطرق اللتدريس (عميد الكلية).
- الدكتور/ العزب زهران أستاذ المناهج وطرق التدريس (وكيل الكلية لشئون التعليم والطلاب).
- الدكتور/ أشرف احمد عبد القادر أستاذ الصحة النفسية (وكيل الكلية لشئون الدراسات العليا والبحوث).
- الدكتور / سعيد حامد محمد يحيى أستاذ المناهج وطرق التدريس بكلية التربية.[2]

- الاستاذ / تامر شحاته مدير رعاية الشباب بكلية التربية والمشرف على انتخابات الاتحادات الطلابية بالكلية.[3]
- الاستاذ/ جمال الدين حسين مدير عام الكلية 0
- الاستاذه / ايمو أهم طالبه ضمن طلاب الكلية

## السادة رؤساء الاقسام
- الدكتور/ ماهر أسماعيل صبري[4] رئيس قسم المناهج وطرق التدريس وتكنولوجيا التعليم.[5]
- الدكتور/ هشام عبد الرحمن الخولى رئيس قسم الصحة النفسية.
- الدكتور / جمال محمد أبوالوفا رئيس قسم التربية المقارنة والإدارة التعليمية.

## السادة أعضاء هيئة التدريس
- أ.د/ علي عبد رب النبي الحفني أستاذ التربية الخاصة بالكلية

## مشروع ضمان الجودة والاعتماد بكلية التربية جامعة بنها

### أهمية المشروع
- يعد مشروع إنشاء نظام داخلي لضمان الجودة بكلية التربية جامعة بنها من الأهمية بمكان من أجل تحسين نوعية الخريج (معلم المستقبل) ومحاولة الارتقاء بكفاياته العلمية، وإمكاناته المهنية للوصول به إلى المعايير العالمية للجودة.
- تنمية فهم وقدرة معلم المستقبل على حسب التخصصات الموجودة بالكلية، مع التأكيد على المساهمة الفاعلة في عملية التطوير والتجديد بهدف مواكبة التطور العالمي، وتحقيق جودة خدمة العملية التعليمية.
- التركيز على تخريج كوادر بشرية مؤهلة ومدربة وقادرة على توظيف أهداف العملية التعليمية والأسس التربوية عبر مجموعة من الاستراتيجيات التي يمكن أن تخضع لمقايسس الجودة الشاملة.
- السعى نحو اتقان مهارات التعليم والتعلم لدى معلم المستقبل، من خلال ممارسة التعلم الذاتى.
- توفير أليات عمل تضمن التعديل والتجديد المتواصل لمتطلبات العملية التعليمية من خلال إعداد معلم المستقبل بمختلف تخصصات الكلية، على أن يتم ذلك في إطار الاستجابة لمتغيرات العصر ومواكبة الاتجاهات العالمية المعاصرة في كل تخصص على حده، وفي الإطار التربوى بشكل عام.

### الاهداف العامة
يتمثل الهدف الرئيس للمشروع في:
تم إنشاء نظام داخلي لضمان الجودة والاعتماد بكلية التربية – جامعة بنها، لتحسين مستوى الخدمة التعليمية لخريج الكلية، بما يتناسب واحتياجات سوق العمل ومتطلبات الجودة الشاملة، وما تحتاجه من جهود فاعلة مخططة ومنظمة من قبل إدارة الكلية وأقسامها الأكاديمية والتربوية المختلفة.
ويتفرع من هذا الهدف الرئيس الأهداف الخاصة التالية:
1. إنشاء وحدة ضمان الجودة بالكلية.
2. تحديد أهداف وحدة ضمان الجودة بالكلية.
3. إنشاء قاعدة بيانات خاصة بالكلية.
4. تحديد رؤية ورسالة وأهداف الكلية.
5. نشر ثقافة الجودة بالكلية.
6. تقييم الوضع الراهن للكلية وتحديد المتطلبات المستقبلية.
7. إعداد توصيف الكترونى للبرامج الأكاديمية بالكلية.
8. إعداد توصيف الكترونى للمقررات الموجودة بكل قسم من أقسام الكلية.
9. كتابة تقرير عن البرامج الأكاديمية من خلال توصيفها.
10. كتابة تقرير عن المقررات الدراسية بالكلية من خلال توصيفها.
11. كتابة التقرير السنوى من خلال تجميع التقارير الخاصة بالبرامج والمقررات
12. تفعيل دور كل قسم من أقسام الكلية تجاه المشروع.
13. تهيئة الظروف التي تساعد الكلية على الاضطلاع بأعباء المشروع.
14. مشاركة كل أعضاء هيئة التدريس في إنجاز المشروع وتقييم نتائجه.
15. استنهاض همم أفراد الجهاز الإدارى وإشاعة روح المسئولية لديهم حتى ينخرطوا في المشروع وفي نجاحه.
16. التحكيم الخارجي والعرض المدعم للمشروع.

## بيانات عن الكلية
- اسم الجامعة: بنها.
- اسم الكلية: التربية.
- تاريخ إنشاء الكلية: 1977 م.

## البرامج التعليمية التي تمنحها الكلية (الشعب الطلابية)
اسم البرنامج عدد المقررات لكل برنامج
1 بكالوريوس العلوم والتربية «رياضيات» 48
2 بكالوريوس العلوم والتربية «طبيعة وكيمياء» 66
3 بكالوريوس العلوم والتربية «بيولوجى» 53
4 ليسانس اداب وتربية «لغة عربية» 63
5 ليسانس اداب وتربية «لغة إنجليزية» 59
6 ليسانس اداب وتربية «فلسفة واجتماع» 65
7 ليسانس اداب وتربية «تاريخ» 66
8 بكالوريوس العلوم والتربية أساسي «رياضيات» 56
9 بكالوريوس العلوم والتربية أساسي «علوم» 48
10 ليسانس اداب وتربية أساسي «لغة عربية» 59
11 ليسانس اداب وتربية أساسي «دراسات اجتماعية» 62
إجمالي عدد البرامج = 11
351 إجمالي عدد المقررات (الغير مكررة) =
- مدة البرنامج: أربع سنوات
- مستويات البرنامج (في نظام الساعات المعتمدة)
م
اسم البرنامج عدد المقررات لكل برنامج
1 دبلوم عام نظام العام الواحد اختيارى 1 + 15 
2 دبلوم عام نظام العامين اختيارى 1 + 15
3 دبلوم مهنى «القياس النفسى وتطبيقات الحاسب» 8
4 دبلوم مهنى «دراسات مستقبلية» 10
5 دبلوم مهنى «تربية خاصة» اختيارى 3 + 8
6 دبلوم مهنى «ارشاد نفسى» 10
7 دبلوم مهنى «اضطرابات تواصل، تخاطب» 10
8 دبلوم مهنى «مناهج وبرامج التعليم» 10
9 دبلوم مهنى «تكنولوجيا التعليم» 10
10 دبلوم خاص«إدارة تربوية» اختيارى 1 + 7
11 دبلوم خاص«أصول تربية» اختيارى 1 + 7
12 دبلوم خاص«علم نفس التربوى» اختيارى 1 + 7
13 دبلوم خاص«مناهج وطرق تدريس» اختيارى 1 + 7
14 دبلوم خاص«صحة نفسية» اختيارى 1 + 7
15 دبلوم خاص«تربية خاصة» اختيارى 1 + 7
16 دبلوم خاص«تكنولوجيا التعليم» اختيارى 1 + 7
17 الماجستير في التربية «تخصص تربية مقارنة وإدارة تعليمية» 3 + 3
18 الماجستير في التربية «أصول تربية» 4
19 الماجستير في التربية «المناهج وطرق التدريس» 4
20 الماجستير في التربية «علم نفس التربوي» 3
21 الماجستير في التربية «الصحة النفسية» 3
22 دكتوراه الفلسفة في التربية«تخصص التربية المقارنة والإدارة التعليمية» 4
23 دكتوراه الفلسفة في التربية تخصص الإدارة التربوية" 4
24 دكتوراه الفلسفة في التربية«أصول التربية» 4
25 دكتوراه الفلسفة في التربية«مناهج وطرق تدريس ’مادة التخصص’» 4
26 دكتوراه الفلسفة في التربية«علم النفس التربوي» 4
27 دكتوراه الفلسفة في التربية«صحة نفسية» 4
إجمالي عدد البرامج = 27
إجمالي عدد المقررات (غيرالمكررة) = 320
حاصل على البكالوريس في الرياضيات والإحصاء من جامعة الحسين بن طلال ودرجة الماحستير من جامعة اليرموك وارغب في الحصول على قبول مبدئي من جامعة بنها لدراسة الدكتوراة في مناهج الرياضيات وطرق التدريس
توجد الكلية في مدينة بنها بمحافظة القليوبية - مجمع الكليات شارع الشهيد فريد ندا
http://www.fedu.bu.edu.eg